# Iris heylandiana
Iris heylandiana (лат.) — вид однодольных растений рода Ирис (Iris) семейства Ирисовые (Iridaceae). Впервые описан ботаниками Пьером Эдмоном Буассье и Жоржем Франсуа Рете в 1882 году.
Синоним — Iris maculata Baker.

## Распространение и среда обитания
Эндемик Ирака. Типовой экземпляр собран на севере страны. Возможно, ареал вида шире и может распространяться на северо-восток Сирии.

## Ботаническое описание
Корневищный геофит.
Стебель высотой 15—40 см (в период цветения).
Листьев 5—7 на растении.
Цветки диаметром 8—9 см или крупнее. Лепестки грязно-белого цвета с коричнево-фиолетовыми или чёрно-фиолетовыми жилками.
Цветёт с апреля по июнь.
Слабоизученный вид. Близок виду Iris sari, отличается от последнего главным образом более узкими листьями. Кроме того, вид внешне напоминает Iris nectarifera и Iris gatesii; сходство с первым из них является предметом дискуссий.